# (5238) Naozane
(5238) Naozane est un astéroïde de la ceinture principale.

## Description
(5238) Naozane est un astéroïde de la ceinture principale. Il fut découvert le 13 novembre 1990 à Okutama par Tsutomu Hioki et Shuji Hayakawa. Il présente une orbite caractérisée par un demi-grand axe de 2,27 UA, une excentricité de 0,12 et une inclinaison de 5,9° par rapport à l'écliptique.

## Compléments